# Mazda CX-3
Mazda CX-3 är en subcompact crossover SUV tillverkad i Japan och i Thailand av Mazda. Mazda CX-3 är baserad på samma plattform som Mazda Demio/Mazda2 och visades officiellt på bild den 19 november 2014 och två dagar senare ställdes bilen för första gången ut på 2014 Los Angeles Auto Show, som ett produktionsfordon för modellåret 2016.

## Bakgrund
CX-3 erbjuds med en mängd motorer, såsom en 1,5 l och 2,0 fyrcylindrig bensinmotor och en 1,5 l SkyActiv-D dieselmotor. Försäljningen av CX-3 började i USA i slutet av 2015 som en modell för 2016 och ersatte då i Nordamerika den liknande Mazda2.
CX-3 finns som Sport, Touring och Grand Touring och alla har adaptiv farthållare, elektriska fönsterhiss och lås, samt ett vikbart baksäte. Annan standard utrustning i bilen är till exempel en bakåtriktad kamera, Bluetooth-anslutning och MAZDA CONNECT infotainment-system med en sju tum skärm.

## Marknad
I Asien säljs CX-3 i länder som Malaysia, Singapore, Thailand, Filippinerna och Indonesien och introducerades gradvis från 2016. På liknande sätt erbjuds CX-3 med en 2,0 L fyrcylindrig bensinmotor eller en 1,5 L SkyActiv-D dieselmotor. För den japanska marknaden introducerade Mazda den 23 april 2020 en 1,5 liters fyrcylindrig bensinmotor.

### Försäljning
| År   | Australien | USA    | Kanada | Europa | Thailand |
| ---- | ---------- | ------ | ------ | ------ | -------- |
| 2015 | 12,656     | 6,406  | 6,861  | 24,232 | 1,321    |
| 2016 | 18,334     | 18,557 | 9,354  | 52,409 | 4,787    |
| 2017 | 17,490     | 16,355 | 10,938 | 53,871 | 3,812    |
| 2018 | 16,293     | 16,899 | 12,445 | 55,548 | 3,536    |
| 2019 | 14,813     | 16,229 | 10,850 |        | 1,971    |

## Utmärkelser och erkännande
- 2015 Red Dot Design Award, Tyskland
- 2016 Yahoo Autos Savvy Ride of the Year[11]
- 2016 IIHS Top Safety Pick+[12]
- 2016 World Car Design of the Year Finalist
- 2016 Car of the Year Thailand
- 2016 Best Compact SUV, Fleet News Awards, Storbritannien
- 2016 Automobile Journalists Association of Canada Canadian Utility Vehicle of the Year
- 2016 Automobile Journalists Association of Canada Canadian Green Utility Vehicle of the Year
- 2018 Best City SUV, Drive Car of the Year, Australien

## Galleri

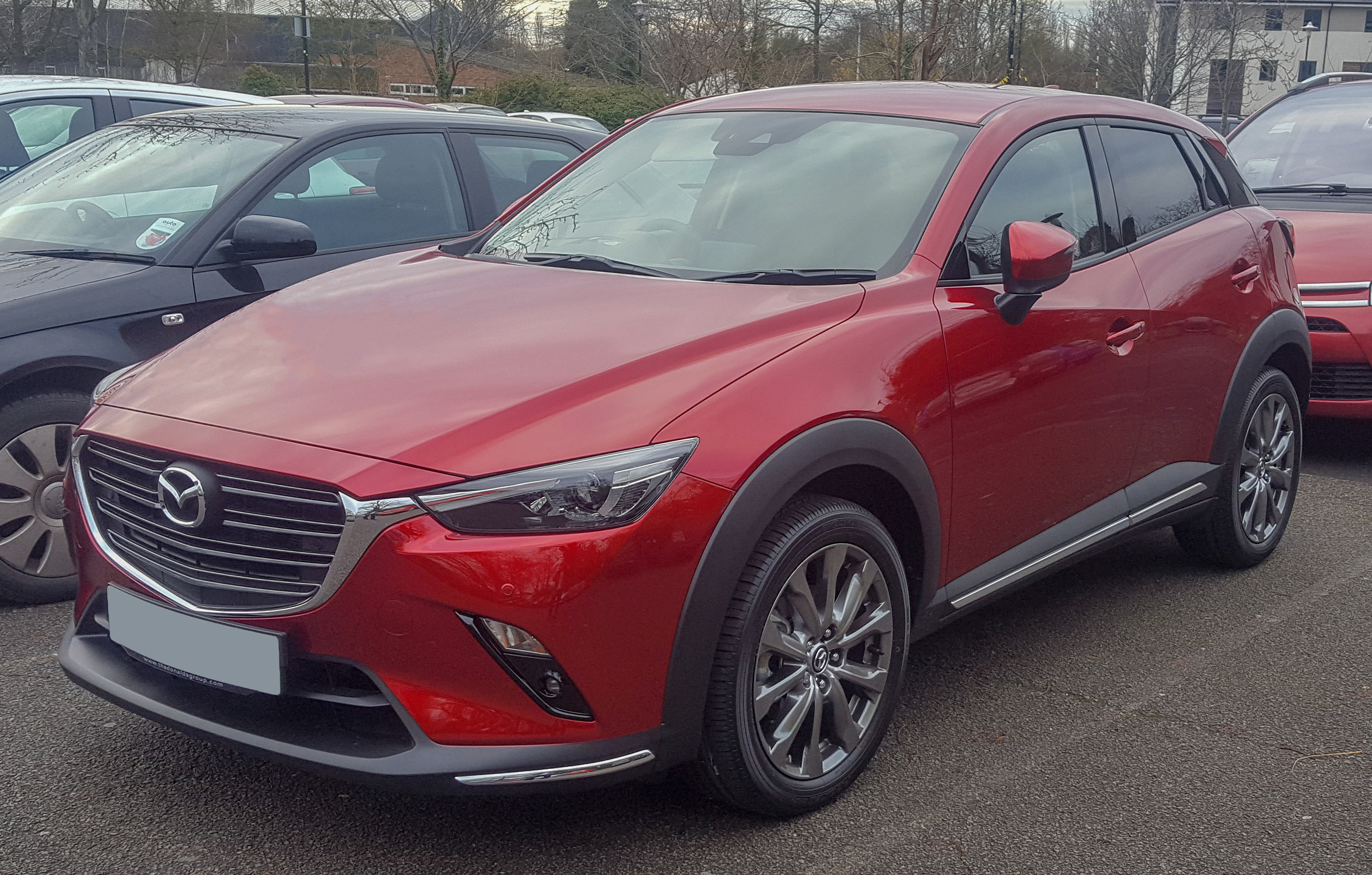
Mazda CX-3 Sport
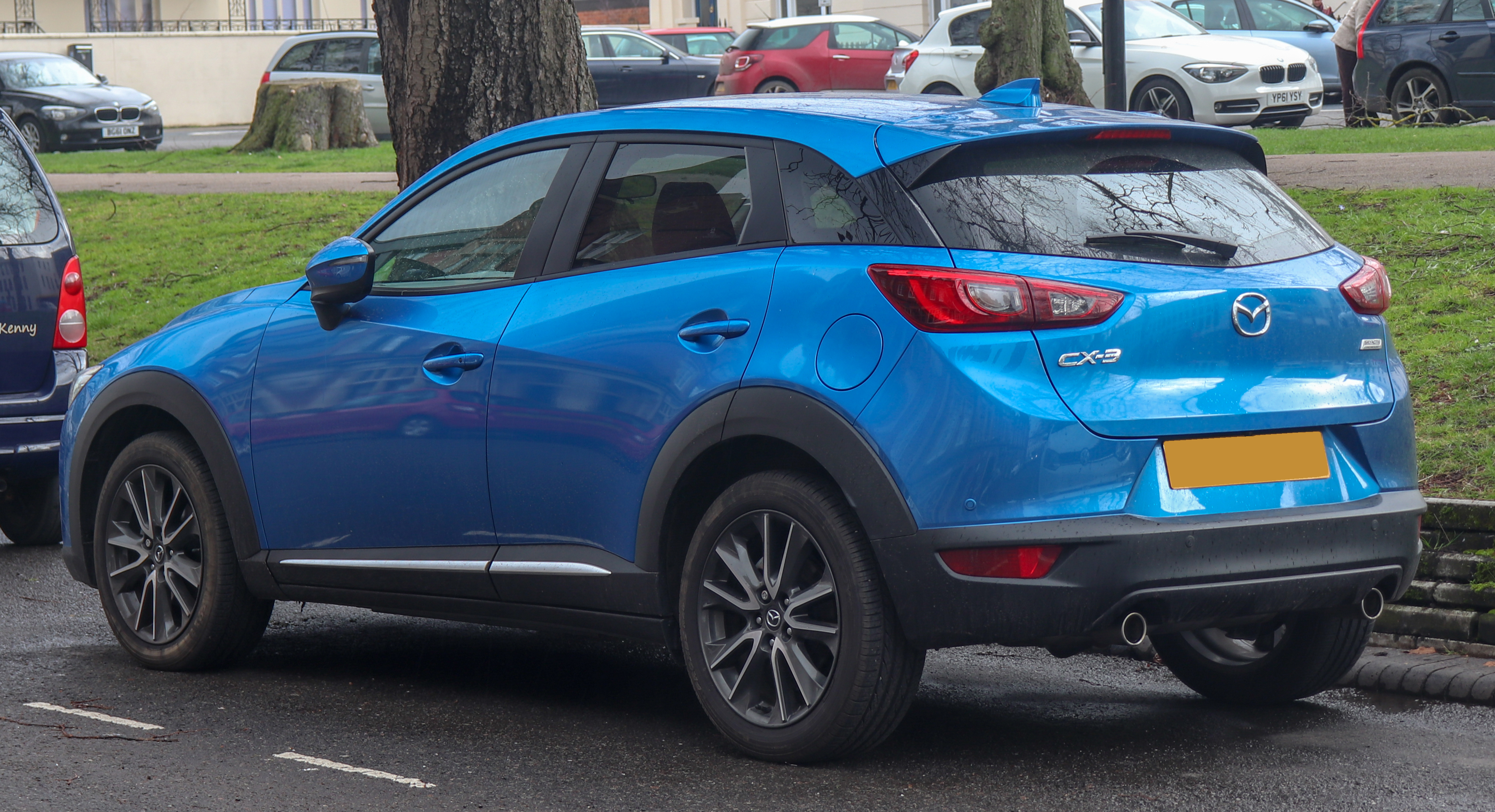
Mazda CX-3
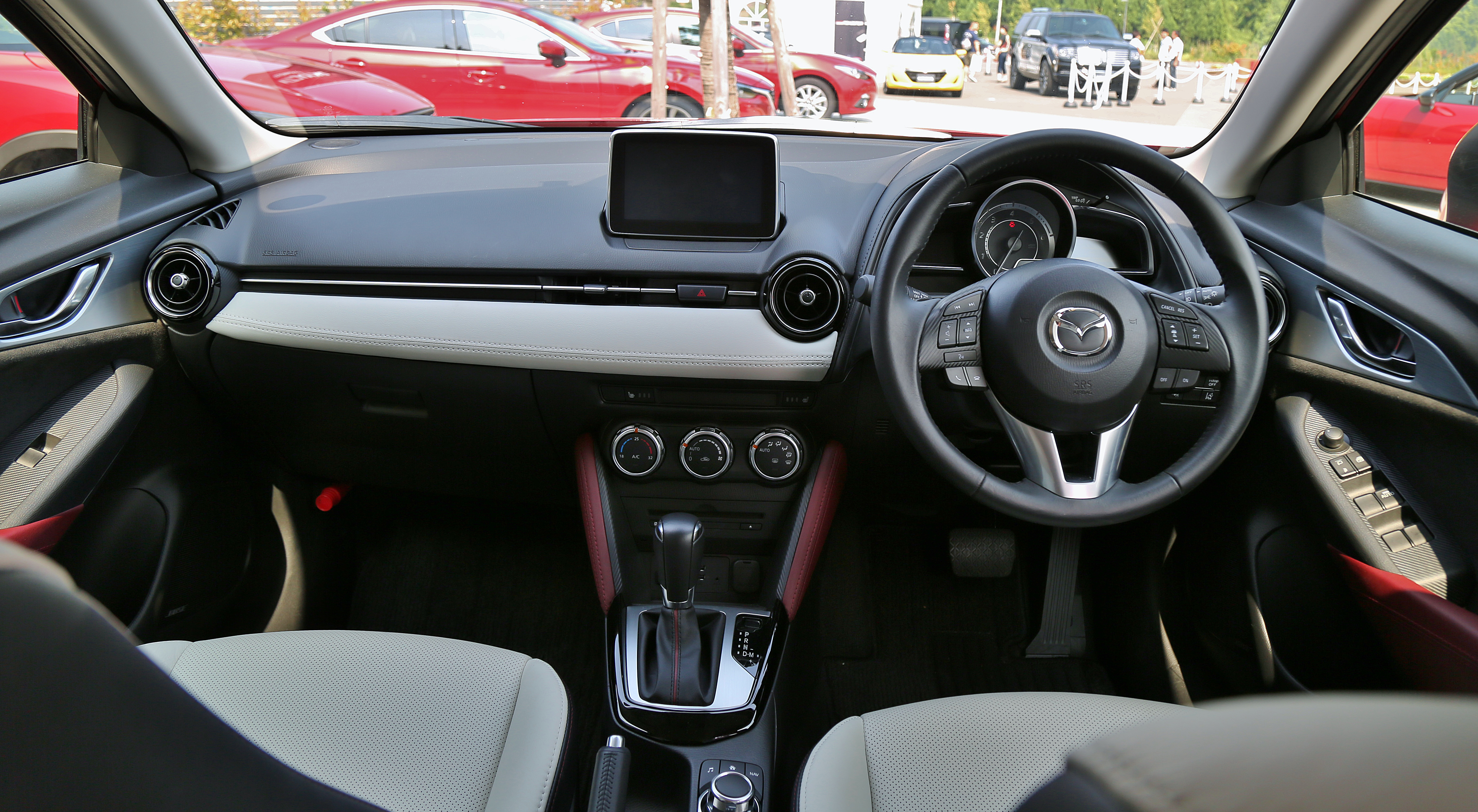
Interiör
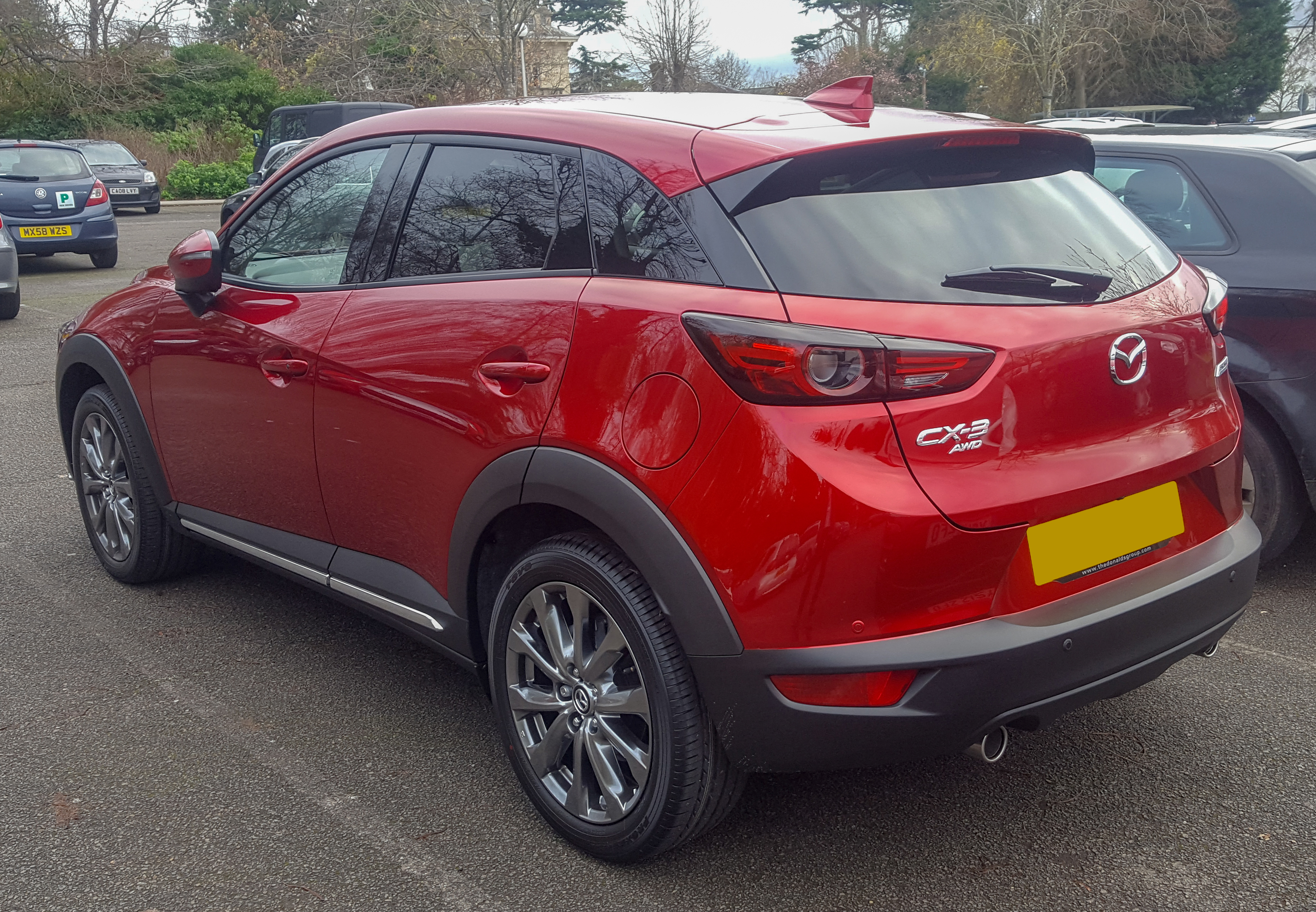
Mazda CX-3 Sport